# 瓦西里·阿爾希波夫
瓦西里·亚历山德罗维奇·阿尔希波夫（俄語：Василий Александрович Архипов；1926年1月30日—1998年8月19日），苏联海军军官，古巴导弹危机期间阿尔希波夫所在的旗艦潜艇的舰长误以为核战争已经爆发，决定发射核鱼雷，按照当时苏联旗艦核潜艇的规章必须由三位最高军官：舰长、政委、副艦長一致同意才能发射核魚雷，在舰长和政委已经同意的情况下，身为副艦長的阿尔希波夫坚持不同意，从而避免了可能爆发的核大战和人类的毁灭。
美國國家安全檔案館館長湯瑪斯·布蘭頓（Thomas Blanton）認為瓦西里此舉「拯救了世界」。